# Cruria
Cruria là một chi bướm đêm thuộc họ Noctuidae.

## Các loài
- Cruria donowani Boisduval, 1832
- Cruria epicharita Turner, 1911
- Cruria kochii Macleay, 1866
- Cruria latifascia Jordan, 1912
- Cruria synopla Turner, 1903
- Cruria tropica Lucas, 1891